# جیواری-بوگیو
جیواری-بوگیو (به ژاپنی: 地割奉行 Jiwari-bugyō)، یکی از مقام‌های شوگون سالاری توکوگاوا در دوره ادو بود. این عنوان باکوفو، معرف مقامی است که مسئولیت نقشه‌برداری از زمین را بر عهده دارد.